# Пшевозняк, Ришар
Ришар Пшевозняк  (фр. Richard Przewozniak) (род. ?)  — французский шашечный деятель, шашечный судья и шашист. Чемпион Франции в "полурапиде". Казначей Французской федерации шашек (Fédération Française du Jeu de Dames, FFJD).
Судья Кубка Франции по международным шашкам среди клубов (2014, 2015)